# Síndrome vasoplégica
A síndrome vasoplégica é uma entidade deflagrada por adventos da ciência moderna, no preâmbulo da circulações extracorpóreas. Per se denota-se que tal síndrome ocorre em paciente no pós operatório de cirurgia cardíaca. Atualmente credita-se como mecanismo semelhante de deflagração da síndrome os mesmos da sepse (citocinas; TNF-σ), já comprovadamente verificada pelos estudos de perfusão.

## Sinais e sintomas
- Sinais de má perfusão
- Flutuações do débito cardíaco (oscilando entre normal e aumentado)
- Resistência Vascular sistêmica diminuída
- Baixas pressões de enchimento capilar